# Società delle Vergini di Gesù e di Maria
La Società delle Vergini di Gesù e di Maria (in francese Société des Vierges de Jésus et de Marie) è un istituto religioso femminile di diritto pontificio: le suore di questa congregazione pospongono al loro nome la sigla V.J.M.

## Storia
La congregazione venne fondata nel 1844 a Saint-Maur dal parroco Joseph Brun: sul modello delle vergini della Chiesa primitiva, le suore della Società avrebbero emesso i voti di povertà, obbedienza e castità ma non avrebbero avuto l'obbligo di vivere in comunità né quello di indossare un abito religioso o altri segni distintivi.
L'istituto ricevette il pontificio decreto di lode il 5 gennaio 1867 e l'approvazione della Santa Sede il 5 giugno 1874.

## Attività e diffusione
Alla congregazione appartengono suore interne, che vivono in comunità, e suore esterne, che sono la maggior parte, che vivono la loro consacrazione nel mondo, come i membri degli istituti secolari.
La congregazione è particolarmente diffusa in Brasile, dove le Vergini sono presenti dal 1881, ma l'istituto mantiene il riserbo sull'esatta ubicazione delle comunità e della sede generalizia, che è in arcidiocesi di Campinas.
Alla fine del 2008 la congregazione contava 532 religiose e 9 case.